# استیکفورد
استیکفورد (به انگلیسی: Stickford) یک روستا و محله مدنی در بریتانیا است که در لیندسی شرقی واقع شده‌است. استیکفورد ۴۶۵ نفر جمعیت دارد.